# هايابوسا
هايابوسا (باليابانية: はやぶさ?، وتعني حرفياً "طائر الشاهين") هي مركبة فضاء غير مأهولةٍ طوَّرتها منظمة بحوث الفضاء اليابانية (JAXA) لتأخذ عيّنة ترابية من كويكبٍ قريب من الأرض صغير الحجم يسمى إيتوكاوا 25143 وتعيدها إلى الأرض لدراستها بدقّة أكبر. أطلقت مركبة هايابوسا في 13 مايو سنة 2003، وبلغت هدفها - كويكب ايتواكا - في منتصف شهر سبتمبر سنة 2005. عملت المركبة - بعد وصولها إلى الكويكب - على دراسة شكله ولونه ودورانه وكثافته وتضاريس سطحه وتركيبه الكيميائي. ثم هبطت فوق سطحه في شهر نوفمبر 2005، لتجمع عدداً من العيّنات على شكل حبيبات صغيرة من تربة الكويكب، وعادت بها إلى الأرض في 13 يونيو سنة 2010.
كانت قد زارت مركبتا غاليليو وملتقي الكويكبات القريبة من الأرض (اللَّتين أطلقت وكالة ناسا كليهما) كويكباتٍ قبل إطلاق هايابوسا، إلا أنَّ هذه المركبة كانت أول مهمَّة فضائية تعيد عيّنات من سطح كويكب لدراستها في التاريخ. فضلاً عن ذلك، كانت هايابوسا أول مركبة فضاء بالتاريخ صُمِّمت بشكل مدروس لتهبط على سطح كويكب ثم تقلع مجدداً إلى الأرض (كانت مهمَّة ملتقي الكويكبات القريبة قد هبطت على سطح كويكب 433 إروس، إلا أنَّها لم تُصمَّم لغرض الهبوط على أجسام أخرى، وانتهى المطاف بها بأن تعطَّلت بعد الهبوط). تقنياً، لم يتم تصميم مركبة هايابوسا للهبوط، إنَّما فقط لكي تلمس السَّطح بأدوات جمع العيّنات ثم تتابع رحيلها.